# Shannan Click
Shannan Click (* 7. November 1983 in San Dimas, Kalifornien) ist ein US-amerikanisches Model.
Shannan Clicks erste Arbeiten als Model begannen 2003. Auf dem Laufsteg war sie bei Schauen von Prada, Chanel und Alexander McQueen zu erleben. Sie wirkte bei den Victoria’s Secret Fashion Shows von 2008 bis 2011 mit. 2011 war sie auch in der Sports Illustrated-Swimsuit Edition in Badekleidung abgebildet. Als Covermodel war sie auf Ausgaben der Elle und Vogue zu sehen.
Seit 2011 ist sie mit Schauspieler Jack Huston liiert, mit dem sie einen Sohn und eine Tochter hat.